# 姊川之戰
姊川之戰是日本戰國時代的一場戰役，織田、德川聯軍與淺井、朝倉聯軍於元龜元年6月28日（1570年8月9日）在近江國淺井郡姊川河原（今滋賀縣長濱市野村町附近）會戰。
據各方的文獻記載，當時織田家與淺井家稱此次會戰為「野村合戰」，朝倉家則稱為「三田村合戰」，「姊川之戰」是後來統一天下的德川家所用。

## 背景
尾張國的織田家在織田信長的領導下，於桶狹間之戰擊潰今川義元一戰成名，之後又攻下尾張北部的美濃國齋藤龍興成為迅速崛起的新興勢力。由於當時京都被松永久秀等叛臣所據，室町幕府的將軍足利義昭遂逃到織田家尋求庇護。織田信長為了實現號令天下的野心，一方面庇護著足利義昭，一方面打著討逆的正義旗號開始向京都進軍，首先遭遇到的便是近江國的諸侯阻攔。織田信長透過政治聯姻的外交策略，將妹妹阿市嫁給北近江的大名淺井長政，成功地與淺井家結成同盟。隨後織田、淺井聯軍擊敗南近江大名六角義賢（觀音寺城之戰），奉將軍上洛，織田信長以將軍之名掌握了實權。
足利義昭不滿被信長當作傀儡，與信長的關係由合作轉為對立，但恐懼於信長的勢力，所以暗中派人帶御內書給越前國的朝倉義景，傳達希望朝倉義景能發兵誅討信長的旨意。另一方面，信長察覺檯面下的暗潮洶湧，以將軍之名兩次命朝倉義景上洛以藉機誅之，朝倉固拒，於是元龜元年（1570年）4月，信長聯合擁有三河和遠江的盟友德川家康興兵討伐，逼近朝倉家根據地的一乘谷城。然而，浅井長政卻在此時背叛信長，欲聯合朝倉氏夾擊信長。通說中，針對長政的背叛，一般的解釋是比起到了長政這代方才締结的與信長的同盟，自其祖父輩以来便存在的同朝倉氏的同盟關係顯得更為深厚牢靠。但根據日本學者太田浩司的考證，浅井朝倉並非世代交好的同盟，反而曾經互相敵對。例如，在大永五年（1525）五月，朝倉教景就曾出兵援助六角定賴攻打浅井氏。實際上，浅井朝倉同盟和浅井織田同盟幾乎是同時確立的。至於浅井長政背叛信長的真實原因，太田浩司指出，如果和信長繼續同盟下去的话，终有一天浅井長政会會被其吸纳為手下家臣團中的一員從而失去作為一介大名的獨立性。浅井長政或許認為，與其這樣倒不如聯合多家勢力一同打倒信長之後再来確保自己作為大名的獨立性。只可惜，從结果来看這一招棋，浅井長政是走錯了。
面對浅井長政的突然背叛，織田、德川聯軍被殺得措手不及，幸好有池田恆興、木下秀吉及明智光秀殿後，保證織田信長全身而退，史稱：金崎撤退戰

## 經過
織田軍撤退後，朝倉義景停留在敦賀進行戰後處理並與淺井長政取得聯繫。5月11日，總大將朝倉景鏡率軍往近江進發，與淺井軍會合，並聯合南近江六角義賢試圖夾擊織田軍，但織田信長仍順利於5月21日返回岐阜。
6月4日，六角軍與織田軍於野洲河原遭遇，但被柴田勝家及佐久間信盛擊潰。淺井、朝倉聯軍則在美濃國的垂井、赤坂附近放火，並於長比、苅安尾築砦置兵防備織田軍。朝倉軍於6月15日返回越前國，守將堀秀村、樋口直房受到寢返獻城，長比、苅安尾2城陷落。6月19日，信長自岐阜出兵進入長比城。
6月21日，信長於虎御前山布陣，命令森可成、坂井政尚、齋藤利治、柴田勝家、佐久間信盛、蜂屋賴隆、木下秀吉、丹羽長秀等人在小谷城城下町大肆放火。6月22日，信長率殿軍簗田廣正、中条家忠、佐佐成政等鐵砲隊500、弓兵30後退。6月24日、信長將小谷城及姉川對岸的横山城包圍，信長自身於龍之鼻地區布陣。隨後德川家康再次率軍會合。
朝倉家由朝倉景健派兵8000支援淺井氏，於小谷城東方的大依山布陣，連同淺井軍5000，合計1萬3000人。雙方在姊川遭遇對峙。

### 战斗经过
上午6時，戰鬥開始。首先由德川軍的酒井忠次和小笠原長忠向朝倉軍發動攻擊，但未能有重大突破。然而淺井軍的先鋒磯野員昌卻率領淺井軍的精銳部隊在擊破織田軍先鋒坂井政尚後又連續攻破池田恒興、木下秀吉、柴田勝家等大將的軍陣，《淺井三代記》聲稱在織田軍佈下的的13道防線中有11道遭到突破，但與信長公記的紀錄不同。但最後擔任後援的稻葉良通及時率眾支援，夾擊淺井軍。後來德川軍方面終於有了戰果，首先本多忠勝強行由正面突破，隨後迂迴進擊的榊原康政、德川家康也陸續取得進展，淺井、朝倉聯軍的右翼開始潰敗，最後鳴金朝北國往還道方向退兵，結束了姊川之戰。據說雙方由清晨5時戰到下午2時，織田、德川聯軍陣亡者有800多人，淺井、朝倉聯軍則有1800多人，受傷者推測約為陣亡者的3倍左右，以當時的戰爭規模而言算是死傷相當慘重的，直至今日戰場附近仍能見到「血川」、「血原」之名。

### 戰後
信長軍追擊到小谷城前約50町，並隨處放火，原本想一鼓作氣攻下小谷城，但考慮恐一時難以攻下，於是撤往橫山城方向並將之攻陷織田軍進入橫山城修整。

## 影響
姊川之戰受損最重的是淺井家，包括重臣遠藤直經、淺井政之、淺井政澄、弓削家澄、今村氏直等多名主力大將都在此戰陣亡，領地也被從中截斷，南北分隔。朝倉家則有真柄直隆、真柄直澄、真柄隆基等將領陣亡。後來淺井、朝倉與比叡山的僧兵和一向宗聯手數度乘隙攻略織田領地，造成織田大將森可成、坂井政尚及織田信長之弟織田信治陣亡，也由於此故，織田信長對支持淺井、朝倉的寺院武力展開殘酷的反擊手段，包括燒燬比叡山延曆寺等。
另一方面，織田信長認為武力不足以取勝，所以開始用計離間，從內部崩解淺井家。由於淺井家領地被分為南北，孤守南方佐和山城的磯野員昌有兵糧不繼之隙，在木下秀吉散佈磯野員昌為其內應的流言運作下，淺井長政心生疑懼，後來更再三拒絕支援磯野員昌兵糧，終於逼得磯野員昌向織田投降，也決定了淺井家滅亡的命運。

## 兵力
- 姊川對陣兵力（比較貼近石高動員數的資料）

織田35000・德川5000（甲陽軍鑑）、織田10000・德川3000（三河物語）可能不含橫山城圍城軍
朝倉15000・淺井3000（甲陽軍鑑）、朝倉8000・淺井5000（信長公記）朝倉軍30000・淺井不明（三河物語），另外淺井家有分兵佐和山城、橫山城